# Grada (heuvel)
Grada (Macedonisch: Брада) is een heuvel in Noord-Macedonië. De heuvel ligt in de gemeente Sjtip, in het centrale deel van het land, 60 kilometer ten zuidoosten van de hoofdstad Skopje. De top van Grada ligt 229 meter boven de zeespiegel.
Het gebied rond Grada is heuvelachtig in het noordoosten, maar in het zuidwesten is het vlak. Het hoogste punt in de buurt is Sveti Jovanski Rid, 755 meter boven de zeespiegel, 6,7 kilometer ten noorden van Grada. Rond Grada is het vrij dichtbevolkt, met 60 inwoners per vierkante kilometer. De dichtstbijzijnde grote gemeente is Veles, 18,8 kilometer ten westen van Grada.